# Čakan (Jičínská pahorkatina)
Čakan (398 m n. m.) je vrch v okrese Jičín Královéhradeckého kraje, v turistickém regionu Český ráj. Leží asi 4 km jihovýchodně od Sobotky. Blízko na severovýchod leží ves Příchvoj, do jejíhož katastrálního území náleží nejvyšší bod vrchu. Na jihozápadě leží správní obec Markvartice.

## Popis vrchu
Z vrchu je krásný, téměř kruhový rozhled. Směrem na sever se nabízí pohled na Trosky, dále na prachovskou oblast, Ještědsko-kozákovský hřbet a Krkonoše. Z druhé strany je výhled jižním směrem do nížinatého Polabí. Čakan tvoří rozvodí řek. Poblíž vrchu pramení Mrlina, o něco dále Žehrovka, a v blízkém okolí též různé přítoky řek Klenice a Cidliny. Nejvyšší bod Čakanu se nalézá v poli, blízko něj stojí odpočívadlo u silnice.

## Geomorfologické členění
Vrch náleží do celku Jičínská pahorkatina, podcelku Turnovská pahorkatina, okrsku Jičíněveská pahorkatina a podokrsku Velišský hřbet.

## Přístup
Na plošinu, resp. k silničnímu odpočívadlu se dá přijet automobilem po silnici Sobotka–Rakov.